# Micrurus nigrocinctus
Micrurus nigrocinctus là một loài rắn trong họ Rắn hổ. Loài này được Girard mô tả khoa học đầu tiên năm 1854.